# Zwergzebu

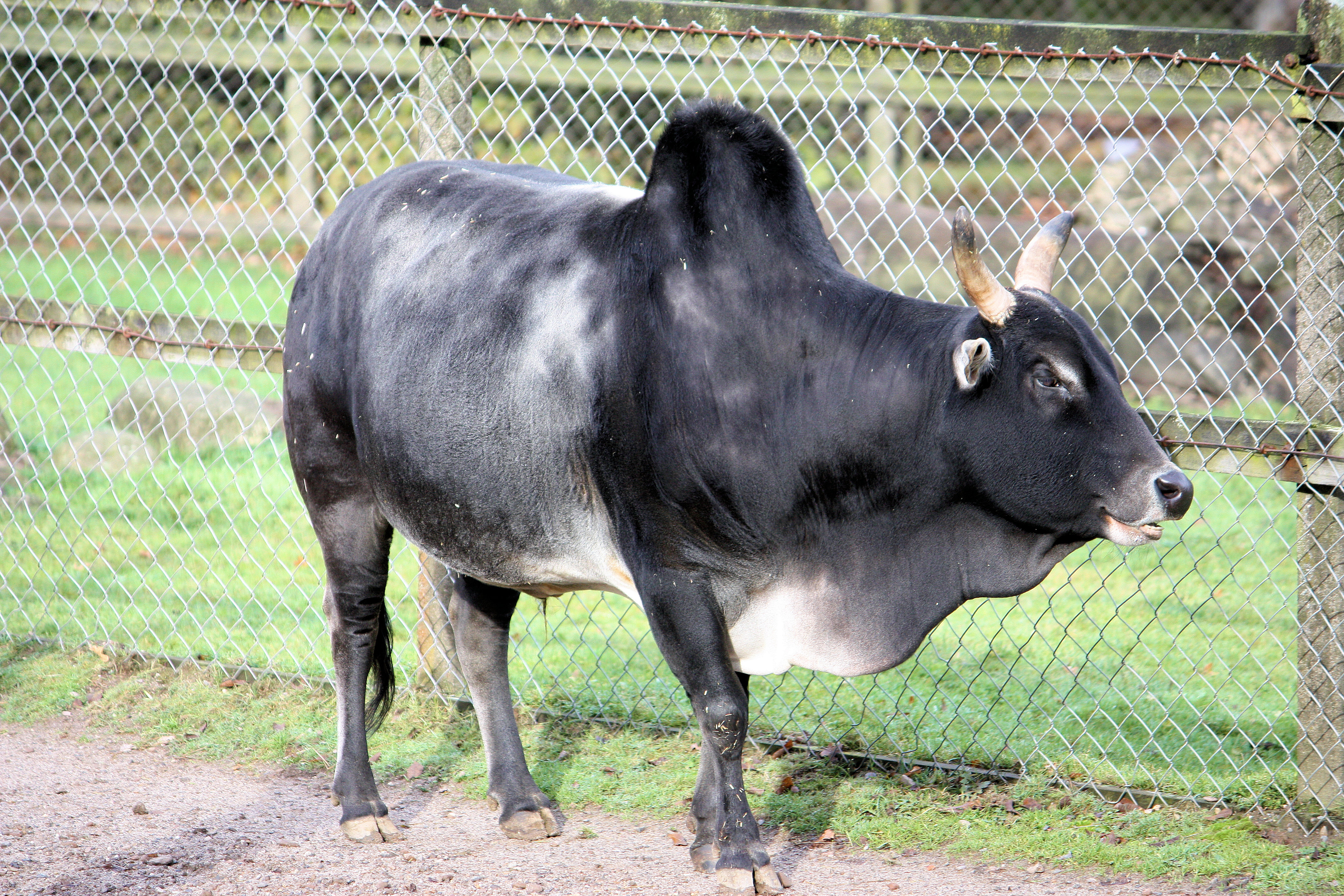
Zwergzebu

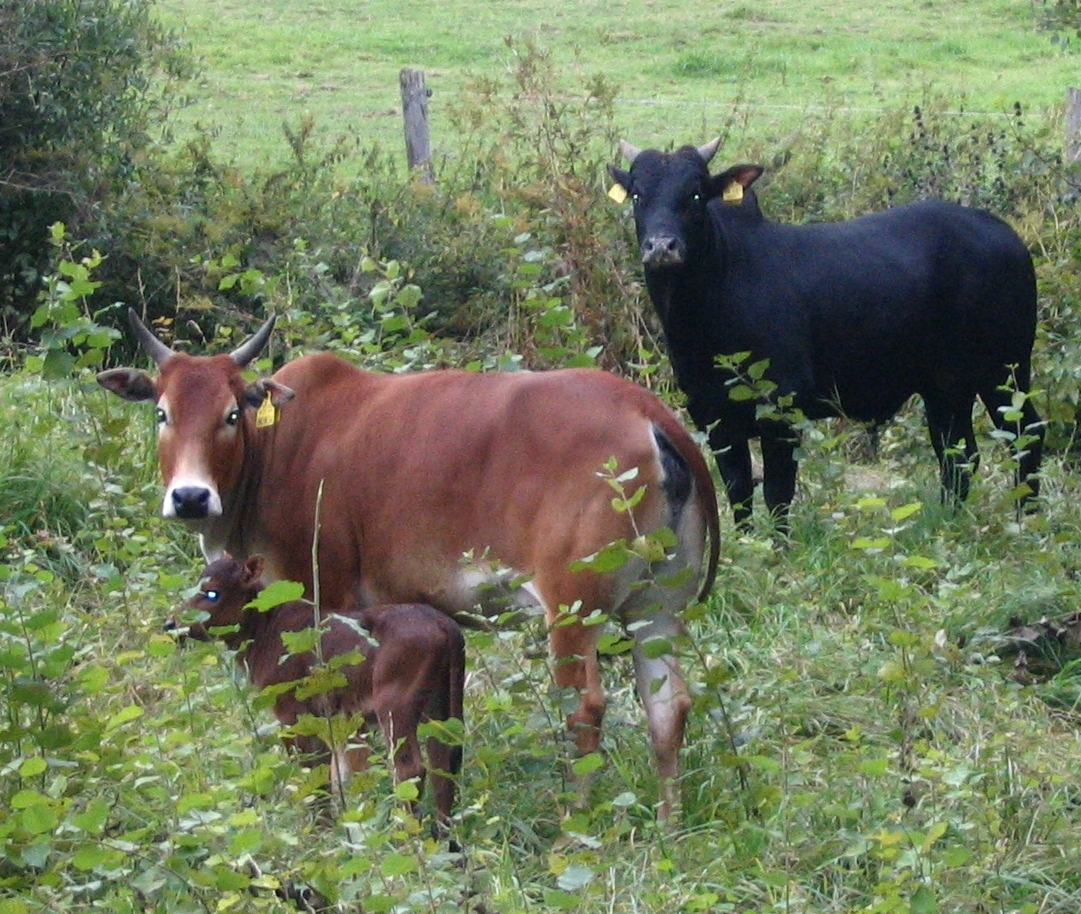
Zwergzebus

Das Zwergzebu ist eine Rasse des Hausrindes aus der Zebu-Linie (Bos taurus indicus). Die Zuchtbasis der in Mitteleuropa gehaltenen Zwergzebus stammt aus zoologischen Gärten. Ihr Ursprung ist aber nicht vollständig klar. Verglichen mit in Indien und den angrenzenden Ländern sind die in Europa gehaltenen Zebus nur unwesentlich kleiner. Seit 1999 gibt es in Deutschland einen Bundesverband von Zwergzebu-Züchtern. Weltweit, insbesondere in Nordamerika gibt es Zwergzebus, dort Miniature Zebu genannt. Es gibt eine International Miniature Zebu Association.

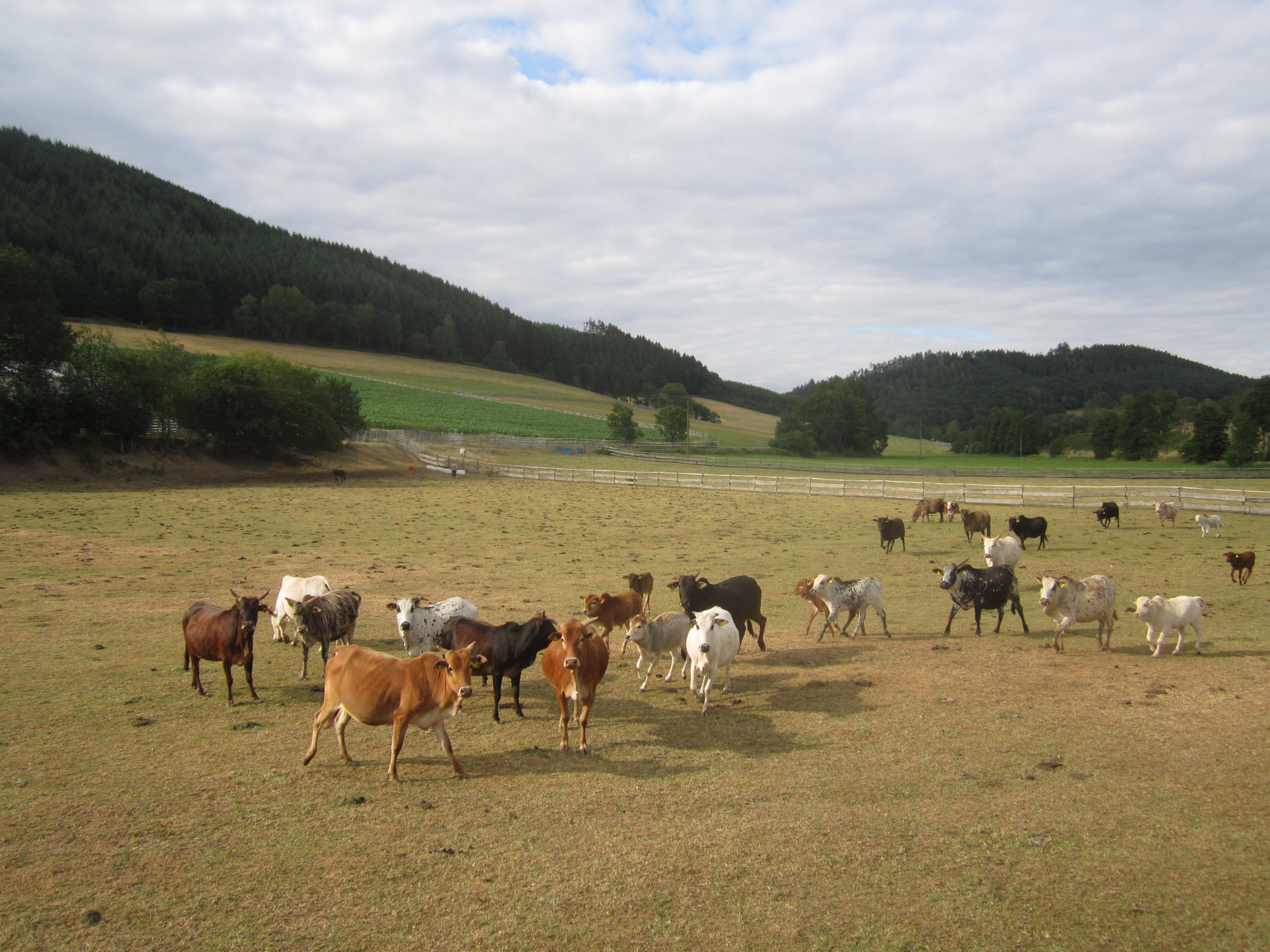
Zwergzebus im Landschaftsschutzgebiet Rumketal einschließlich Altenhellefelder Bachtal

## Erscheinungsbild
Zwergzebus sind kleine Rinder. Die Widerristhöhe beträgt rund 80 bis 130 Zentimeter, das Gewicht bei Männchen rund 550 Kilogramm und bei Weibchen rund 280 Kilogramm. Es gibt jedoch auch größere Vertreter. Männchen haben einen stärker und Weibchen einen weniger stark ausgeprägten Buckel. Der Buckel besteht neben Bindegewebe und Fett aus sechs verschiedenen Muskeln. Im Vergleich zu den üblichen europäischen Rinderrassen sind insbesondere der Kapuzenmuskel und der Rautenmuskel vergrößert. Typisch ist eine starke Wammenbildung. Der Kopf ist länglich, die Ohren sind waagerecht. Die Hörner ragen bei Jungtieren nach oben, bei älteren meist nach vorne, es kann auch zu asymmetrischen Hornstellungen kommen. Bei der Fellfärbung dominieren weißliche, rötliche, bräunliche oder schwärzliche Farben, es gibt auch gefleckte Zwergzebus. Das Haarkleid ist sehr schütter: Pro Quadratzentimeter wachsen deutlich weniger Haare, als dies bei europäischen Rindern der Fall ist.

## Herkunft
Die Zwergzebus im deutschsprachigen Raum stammen vornehmlich aus Sri Lanka und dem Kaukasus und sind heute auch in Europa verbreitet. Durch das geringe Gewicht und die Trittsicherheit der Tiere verursachen sie kaum Flurschäden. Sie können in Mitteleuropa – außer bei extremer Kälte – ganzjährig auf der Weide gehalten werden. Die Kalbungen können ohne menschliches Zutun erfolgen, die Lebenserwartung ist mit 15 bis 18 Jahren recht hoch. Zwergzebus werden wegen ihres Fleisches gehalten, das als Delikatesse gilt. Seine Beschaffenheit ist fein, dunkel, sehr feinfaserig, mit einem leichten Wildgeschmack.

## Einzelbelege
1. ↑  Hans Hinrich Sambraus: Exotische Rinder – Wasserbüffel, Bison, Wisent, Zwergzebu, Yak. Eugen Ulmer, Stuttgart 2006, ISBN 3-8001-4835-8, S. 25.